# Sebastián Trapote Gutiérrez
Sebastián Trapote Gutiérrez (6 de setembre de 1953) és un expolicia espanyol, que va exercir de Cap de la Policia espanyola a Catalunya entre 2015 i 2018.

## Trajectòria
Des de la dècada del 1970 va formar part de la Cos de Policia espanyola. Vers el 2000 va ser nomenat comissari provincial a Girona i des del 2012 esdevingué cap regional d'operacions de la UCOT (Unitat de Coordinació Territorial).
A les onze de la nit del 7 de juny de 1974, es va veure involucrat en la mort de José Luís Herrero Ruiz, juntament amb els sotsinspectors Alfonso Carlos Giménez i Feliciano González Álvarez. Trapote tenia vint anys i es va veure immers en una persecució pels carrers de Badalona amb trets a l'aire i fugida del sospitós. Quan se'l va detenir, se li va ordenar que es posés contra la paret però, com a resposta, es va girar amb una navalla a la mà i Trapote li va disparar un tret mortal. Trapote va argumentar que havia estat un accident i després del judici va quedar en llibertat indultat. Segons la sentència de la sala tercera del Tribunal Suprem espanyol, dictada el setembre de 1983, la mort del detingut s'hauria pogut evitar «si s'haguessin utilitzat la prudència i diligència mínimes que s'esperen d'un funcionari del Cos Superior de la Policia auxiliat per diversos col·legues». Tanmateix, la hipòtesi oficial no encaixava amb l'autòpsia ni amb els informes forenses complementaris de la trajectòria de la bala, ja que aquests demostren que l'entrada del projectil es va realitzar per l'esquena i va sortir pel pit.
L'estiu del 1980 fou ferit durant un atracament i es recuperà ràpidament.
El 16 de juliol de 2015 va ser nomenat nou Cap de la Policia espanyola a Catalunya, en substitució d'Agustín Castro Abad, càrrec que va entrar en vigor el 24 de juliol després de la seva publicació a Butlletí Oficial de l'Estat. Va exercir el comandament fins al 7 de setembre de 2018, data en la qual li va tocar jubilar-se en complir els 65 anys, i va reemplaçat per José Antonio Togores.
El febrer del 2018 va defensar la "neutralitat política, imparcialitat i evitació d'actuacions arbitràries" de la Policia Nacional, evitant fer qualsevol menció a l'1-O.
El 21 de setembre de 2018, el ministre de l'Interior espanyol, i ex-jutge de l'Audiència Nacional, Fernando Grande-Marlaska Gómez signà la concessió de la medalla al mèrit policíac amb dispositiu vermell, guardó que li suposà un augment vitalici del 10% del sou o pensió.